# Csaba Dosa
Csaba Doba (né le 31 janvier 1951 à Călugăreni[Lequel ?]) est un athlète roumain spécialiste du saut en hauteur. Il mesure 1,90 m pour 77 kg.

## Biographie

### Palmarès
| Date | Compétition                    | Lieu      | Résultat | Performance |
| ---- | ------------------------------ | --------- | -------- | ----------- |
| 1970 | Championnats d'Europe juniors  | Colombes  | 2e       | 2,16 m      |
| 1971 | Championnats d'Europe          | Helsinki  | 2e       | 2,20 m      |
| 1973 | Championnats d'Europe en salle | Rotterdam | 4e       | 2,17 m      |
| 1973 | Universiade d'été              | Moscou    | 3e       | 2,15 m      |

### Records
| Épreuve         | Performance | Lieu     | Date         |
| --------------- | ----------- | -------- | ------------ |
| Saut en hauteur | 2,20 m      | Helsinki | 14 août 1971 |